# Тразимунд I (Сполето)
Тразимунд I или Тразамунд I (Transamund I, Transemund, Thrasimund, Thrasamund, † 703) е до 663 г. comes (граф) на Капуа и от 663 до 703 г. херцог (dux) на лангобардското Херцогство Сполето.

## Биография
Тразимунд I има един брат Вахилап. Техните родители не са известни. Той е женен от 663 г. за дъщеря на крал Гримоалд I, с която има син Фароалд II.
След смъртта на херцог Ато неговият тъст крал Гримоалд I го поставя за херцог на Сполето. Той управлява заедно с брат си.
Тразимунд I умира през 703 г. и синът му Фароалд II го последва като dux.